# Joanne Eccles
Joanne Eccles (* 16. Februar 1989 in Schottland) ist eine britische Welt- und Europameisterin im Voltigieren.
Anfang 2015 gab sie bekannt, ihre Karriere als Einzelvoltigiererin zu beenden.

## Leben
Seit ihrem achten Lebensjahr übt Joanne Eccles den Voltigiersport aus. Bereits im Alter von 9 Jahren wurde sie in die schottische Voltigiermannschaft aufgenommen und nahm mit dieser 1999 erstmals an einem internationalen Wettbewerb, dem CVI in Saumur (Frankreich), teil. Seit 2003 startet Eccles international als Einzelvoltigiererin. Mit dem Europameister-Titel 2009 in Malmö wurde Eccles die erste Britin, die eine Medaille bei einem Voltigier-Championat erreichte. Ihre größten Erfolge stellen die Weltmeistertitel 2010 (Lexington, Kentucky) und 2012 (Le Mans) dar. Sie gilt bis heute als international erfolgreichste Voltigiererin Großbritanniens.
Ihr Verein ist der Club Wee County Vaulters in Schottland, der 2001 von ihrem Vater John Eccles gegründet wurde. Dieser ist auch Longenführer ihrer Pferde W. H. Bentley und Baroque. Gemeinsam mit ihrer Schwester Hannah, die ebenfalls international erfolgreiche Einzelvoltigiererin ist, startet sie als Doppel. Alle Disziplinen zusammengenommen ist Eccles 19-fache britische Staatsmeisterin. Abseits des Voltigiersports studiert sie Zahnmedizin.

## Erfolge

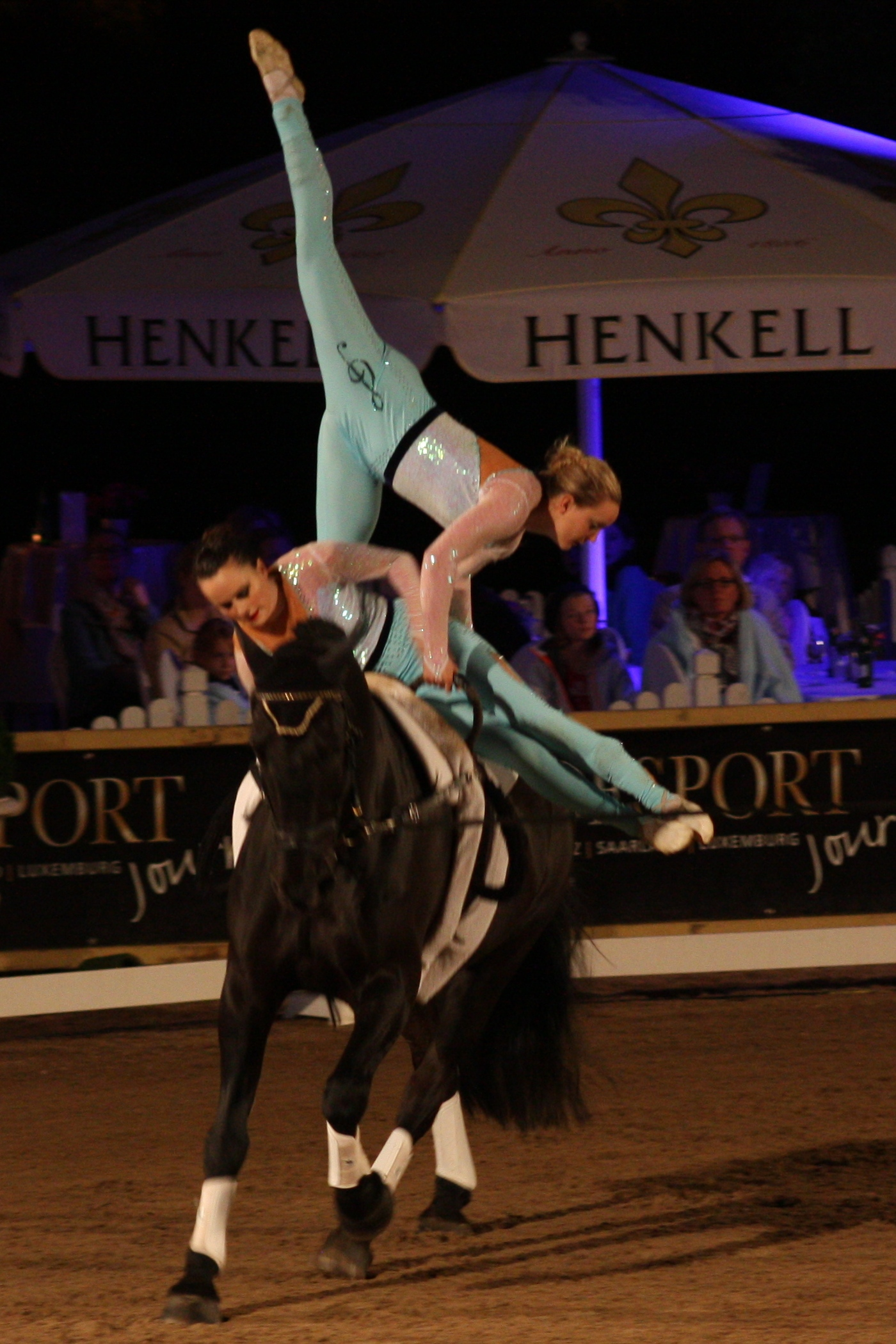
Joanne Eccles zusammen mit ihrer Schwester Hannah beim Pfingstturnier Wiesbaden 2013

Joanne Eccles hat folgende Siege und Platzierungen errungen, wenn nicht anders vermerkt in der Einzelwertung:
Weltmeisterschaften
- 2014: Gold
- 2012: Gold
- 2010: Gold
- 2008: 5. Platz
- 2006: 10. Platz
- 2004: 19. Platz

Europameisterschaften
- 2013: Bronze (Einzel), Silber (Pas de Deux, zusammen mit Hannah Eccles)
- 2011: Gold
- 2009: Gold
- 2007: 4. Platz
- 2005: 13. Platz

Weltcupfinale
- 2012, Bordeaux: 1. Platz

CVI-Siege
- 2006: Portogruaro (Einzel & Team), Houten
- 2007: Saumur
- 2008: Ermelo
- 2009: Saumur, Ermelo, Aachen
- 2010: Saumur, Ermelo, Aachen, Wiesbaden, Paris
- 2011: Aachen
- 2012: Aachen (Einzelwertung & Pas de deux mit Hannah Eccles), Wiesbaden (Einzelwertung)
- 2013: Aachen (Einzelwertung), Wiesbaden (Pas de Deux mit Hannah Eccles)

Britische Staatsmeisterin (Einzel)
- 2004, 2006, 2007, 2008, 2009

Britische Staatsmeisterin (Pas de Deux)
- 2003, 2004, 2006, 2007, 2008, 2009

Britische Staatsmeisterin (Team)
- 1999, 2000, 2001, 2002, 2003, 2004, 2005, 2006